# 和田合戦
和田合戦（わだがっせん）は、鎌倉時代初期の建暦3年（1213年）5月に鎌倉幕府内で起こった有力御家人和田義盛の反乱である。和田義盛の乱とも呼ばれる。
建暦3年（1213年）2月、北条義時を排除しようと企む泉親衡の謀反が露見（泉親衡の乱）、その折に和田義盛の息子の義直・義重と、甥の胤長が捕縛される。息子2人は赦免となるも、義盛は三浦氏を含む一族を挙げて甥の胤長の赦免も懇請したが、胤長は首謀者格と同等のため許されず流罪となり、その後は屋敷も没収される。これらの件で北条氏と和田氏の関係は悪化する。
5月、義盛は姻戚関係にあった横山党や同族（従弟）の三浦義村と結び、北条氏打倒のために挙兵。だが土壇場で義村は御所側へ付き、兵力不足のまま和田一族は将軍御所を襲撃、鎌倉で市街戦を展開した。合戦は2日間に渡るが、征夷大将軍源実朝を擁し兵力で勝る義時側が最終的な勝利をおさめ、義盛は敗死し和田一族は滅亡した。この合戦の勝利により、北条氏の執権体制はより強固なものとなった。

## 背景
建久10年（1199年）の鎌倉幕府初代将軍源頼朝の死去後、幕府では御家人間の争いが続き、有力御家人の梶原景時、比企能員、畠山重忠らが政争によって族滅されている。建仁3年（1203年）に2代将軍源頼家が幽閉された後に暗殺され、北条時政・義時父子によって源実朝が3代将軍に擁立される。執権となった北条氏が幕府の実権を握りつつあった。
和田義盛は相模の豪族三浦氏の一族で、武勇の士として知られ、源頼朝の挙兵に功があり、鎌倉での初期の武家政権の成立とともに初代侍所別当に任じられた。治承・寿永の乱、奥州合戦でも武功を挙げて、幕府創業の功臣の一人として重んじられた。一連の御家人の乱では北条氏に味方し、比企能員の変では将軍だった頼家から北条氏討伐の密命を受けながらも、思慮の上でこの密書を時政に献じている。
承元3年（1209年）、既に老境に入った義盛は「一生の余執」として上総の国司を望むが、尼御台北条政子は、頼朝の頃からの慣例に反するとして難色を示した。義盛はなおも正式に大江広元を通じて款状（嘆願書）を提出して、実朝も対応を約束し、しばらく待つように命じた。しかし願いは聞き届けられず、承元4年（1210年）6月に後鳥羽上皇の院近臣で北面武士である藤原秀康が上総介に就任し、承元5年（1211年）12月になって義盛は自ら款状を取り下げている。

## 北条義時の挑発
『吾妻鏡』によると、建暦3年（1213年）、信濃源氏の泉親衡が頼家の遺児千寿丸を将軍に擁立して北条義時を打倒する陰謀が発覚した（泉親衡の乱）。2月、義盛が上総伊北荘に下っている最中に、鎌倉では事件に関係したとして義盛の子の義直・義重、甥の胤長が逮捕された。3月8日（3月31日）、鎌倉へ戻った義盛は将軍に一族の赦免を嘆願、義盛の多年の勲功に免じて子の義直・義重は赦免され、まずは義盛の面目は立った。
翌9日（4月1日）、義盛は一族98人を引き連れ、御所南庭に列座して甥の胤長の赦免を嘆願した。義時が現れ、胤長は事件の張本人であるので許すことはできないとの実朝の命を伝え、和田一族の面前で縄で縛りあげた姿を引き立て、預かり人の二階堂行村に下げ渡した。これは義盛たちにとって大きな屈辱であった。17日（9日）、胤長は陸奥岩瀬郡への流罪と決まる。21日（13日）、6歳になる胤長の娘荒鵑が悲しみのあまり病になり、息を引き取った。和田一族は胤長の処分を決めたとして執権義時を深く恨んだ。
罪人となった胤長の鎌倉の屋敷は没収されることになり、25日（17日）、義盛は罪人の屋敷は一族の者に下げ渡されるのが慣例であると将軍実朝に乞い、これは許され、義盛は久野谷彌次郎を代官として屋敷に置いた。ところが、4月2日（24日）になり突然、義時は旧胤長屋敷を泉親衡の乱平定に功績のあった自身の家人金窪行親・安東忠家に与えると決め、義盛の代官を追い出した。重ね重ねの義時の挑発に義盛は挙兵を決断する。この挙兵に将軍実朝の近臣だった孫（義盛嫡男常盛の嫡男）の朝盛は一族と実朝の板挟みとなり、16日（5月8日）、主君に弓矢を向けられないと剃髪出家して京へ出奔するが、これを知った義盛は朝盛は優れた武者であることから激怒し、義直に追わせて連れ戻させた。これらの騒ぎで、義盛挙兵の流言飛語が飛び交い、鎌倉は騒然とした。
27日（19日）、事態を憂慮した実朝は宮内兵衛尉公氏を義盛の屋敷へ送り、真意を問いたださせた。義盛は「上（実朝）に恨みはござらん。ただ相州（義時）の傍若無人の仔細を問いたださんがために若い者たちが用意しており、私は何度も諫めているのですが聞き入れようとしません。すでに一味同心しており、もはや私の力は及びません」と答えた。義盛は和田一族の他に、縁戚の横山党、波多野氏、そして従弟で本家筋にあたる有力御家人の三浦義村と一味同心し、義村は起請文まで書いていた。
なお、『明月記』建暦3年5月9日条には、去る春に謀反（泉親衡の乱）を起こした者が結集しているとの風聞・落書があり、首謀者は義盛である。そこで義盛は自ら弁明し、実朝の許しを得た。しかし御所では義盛粛清の密議が行われていた。その動きを察した義盛はさらに兵を集め、謀反の計画を立てたとある。『愚管抄』には、義盛という三浦の長者が義時を深く妬んで討とうとしたが、それが露見したので挙兵したとあり、『保暦間記』には義盛の息子たちが頼家遺児の擁立を謀り、義盛もそれに同意したことから合戦となったとしている。

## 将軍御所襲撃
『吾妻鏡』によると5月2日（23日）、義盛の隣家の八田知重から、義盛の館に軍兵が集まっていると大江広元に通報があった。酒宴の最中であったが広元はひとり座を立ち急ぎ御所へ参じた。次いで、三浦義村から義時へ義盛挙兵の報告が入る。義村は弟の胤義と相談の上で御所の護衛を決断。この時、義時は囲碁を打っていたが、騒がずに烏帽子、装束を改めて御所へ参上。御所では義盛らが攻撃を仕掛ける気配はあるが、すぐにではないだろうと兵の備えをしておらず、慌てて尼御台政子と御台所（実朝夫人）を鶴岡八幡宮へ避難させ、大倉御所の警護を采配した。
申の刻（16時）、義盛ら和田一族は決起し、150騎を三手に分けて大倉御所の南門、義時邸、広元邸を襲撃した。義時邸は残っていた兵が防戦し、広元邸には客が残って酒宴を続けていたが、和田勢がその門前を通り過ぎていった。政所の前で合戦となり、波多野忠綱や幕府側へ寝返った義村が来援して和田勢を防戦している。
酉の刻（18時）、和田勢は大倉御所を囲んで一斉に攻めよせ、警護の武士と攻防になった。和田勢で最も奮戦したのが義盛の三男・朝比奈義秀で、義時の息子北条泰時・朝時兄弟と足利義氏が御所を守るも、義秀は惣門を打ち破って南庭に乱入し、幕府方の武士を次々に斬り倒した。『吾妻鏡』は義秀の奮戦を「神の如き壮力を明らかにし、彼に敵する軍士に死を免れる者無し」と称賛している。義秀は御所に火を放ち、御所が炎上する中で実朝は辛うじて頼朝の法華堂へ脱出した。
義秀は従兄弟の高井重茂など防戦する幕府の武士を次々討ち取り、朝時・義氏や武田信光も蹴散らしたが、泰時が踏みとどまって戦い、日が暮れる頃までに幕府方には新手が次々に加わり、和田勢は矢種も尽き、人馬も疲労して退き始めた。義氏ら幕府軍は勝ちに乗じて攻めかかり、剛勇な義秀をはじめとする和田勢がこれを必死に防いで由比ヶ浜へ退却した。
一方『明月記』によると、広元が御所に駆け付けた際、実朝は酒宴をして酔っぱらっていたが、広元とともにこの時点で法華堂に逃れている。また義村は義時にではなく、直接御所に赴いて義盛の挙兵を密告しており、政子と実朝正室も広元と義村の知らせで脱出しており、山本みなみは『吾妻鏡』が義村の貢献を義時に書き換える曲筆を行ったとしている。さらに『明月記』は義村と義盛はそれ以前から対立関係にあったとしており、山本は義村が当初から北条氏側に内通していた可能性が高いとしている。

## 和田一族の滅亡
夜が明け始めた翌3日（24日）寅の刻（4時）、由比ヶ浜に集結していた和田勢の元に横山時兼らが率いる横山党の3000余騎が参着、和田勢は勢いを盛り返した。時兼と義盛はもともとはこの日を戦初めと決めていたので、時兼はこの日になって到着したのだった。
辰の刻（8時）、曾我・中村・二宮・河村などの西相模・伊豆の御家人たちの軍勢が武蔵大路から稲村ヶ崎に陸続と現れた。彼らはどちらが官軍かわからず、将軍実朝の御教書を求めたため、大江広元が将軍実朝の名の御教書を作成させ、使者を送り、浜辺の軍勢に示させた。御家人たちは帰趨を明らかにして、一斉に幕府方につく。また千葉成胤も一族を引き連れて幕府方に馳せ参じた。
巳の刻（10時）、和田・横山勢は再び鎌倉に突入、北条泰時・時房（泰時の叔父）らが守る若宮大路を中心に市街各所で激戦となった。ここでも義秀が奮戦し先頭に立って突撃し敵を追い散らす。実朝の下に泰時より「多勢の恃み有るに似たりといえども、更に凶徒の武勇を敗り難し。重ねて賢慮を廻らさるべきか」との報告が届く。驚いた実朝は政所に向かった広元を召すと、願書を書かせそれに自筆で和歌を2首加え、八幡宮に奉じる。やがて新手を繰り出してくる幕府軍に対して和田・横山勢は次第に疲弊し数を減らしていき、土屋義清が討ち取られた。
酉の刻（18時）には、義盛の愛息義直が討ち取られ、悲嘆した義盛は「今は戦う甲斐もなし」と声をあげて大泣きした。そこへ大江義範の郎党が襲いかかり、義盛は討ち取られた。息子の義重、義信、秀盛も討ち死にし、横山党も潰走して勝敗は決した。常盛、時兼らは甲斐に逃れたがそこで自害した。義秀も戦場を脱し、船6艘、兵500騎とともに安房へ逃れたと伝えられる。朝盛も生き延びて京に逃れ、朝盛の子佐久間家盛はやはり安房へ逃れた。
なお『明月記』では来援した千葉勢が退却する和田勢を横大路まで追い、逃げてきた和田勢の前に三浦勢が立ちふさがって大いに打ち破ったとしており、藪本勝治や山本みなみは合戦においては千葉成胤と義村の軍勢の活躍が大きかったが、『吾妻鏡』は泰時の功績を強調する曲筆を行っているとしている。

## 戦後
合戦後、固瀬川（境川）に梟された和田一族の首級は234にのぼった。義時は山内荘、美作守護を手に入れ、広元は武蔵横山荘を与えられた。義時は義盛に代わり侍所別当を兼任し、それまで兼任していた政所別当と併せて幕府の実権を掌握し、執権体制の確立に努める。
事件の発端となった泉親衡の乱については、逃亡した親衡が行方不明となり幕府が真剣に捜索した形跡も見られないため、義時の挑発による事件であったとも言われる。一方で、さほど有力な御家人でもない親衡が鎌倉で300人以上の武士を集めていることから、親衡の陰謀事件の黒幕は義盛、もしくは義盛の子や孫の世代の和田一族とする説もある。また親衡自身をはじめ彼に与同した武士たちに信濃の武士が多いことから、頼朝に滅ぼされた木曽義仲の残党や、義仲滅亡後に頼朝より信濃を拝領したと推測される比企氏の残党が主導したとする推測もある。
泉親衡の乱で擁立された千寿丸は、11月に祖母政子の命によって出家し、栄西の弟子になって法名を栄実とした。翌建保2年（1214年）11月13日、京で謀反を企んだ和田氏の残党に擁立されたことが露見し、一条北辺の旅亭で幕府方の襲撃を受けて自害した。
和田氏の一族は追及処罰されて、ほぼ滅亡した。泉親衡の乱で配流されていた胤長は合戦の6日後の5月9日に処刑されている。義盛の孫の朝盛は生き残り京へ逃れ、承久3年（1221年）の承久の乱では後鳥羽上皇方として戦っている。一説には同族の佐久間家村の養子となり、佐久間氏の名跡を継いだという。一方で朝盛の子で安房に逃れた佐久間家盛は承久の乱で幕府方に付き、乱後に恩賞を賜っている。やはり安房に逃れたとされる義秀のその後は不明で、『和田系図』では高麗へ逃れたとしている。義盛の末子の杉浦義国は和田合戦の大敗後に近江まで命からがらに逃れて、杉浦氏の祖となったという。また義盛の弟和田義茂の子で、叔父和田宗実の娘婿となって後を継いだ高井重茂は一族でただ1人北条方に味方して従兄弟の義秀に討たれ、その子孫は揚北衆の越後中条氏や越後黒川氏と羽黒氏や関沢氏へ分家して後世に至った。

## 参戦武将

### 幕府軍
- 源実朝
- 北条義時
- 北条泰時
- 北条時房
- 北条朝時
- 三浦義村
- 三浦胤義
- 大江広元
- 平盛綱
- 八田知重
- 波多野忠綱
- 足利義氏
- 五十嵐小豊次
- 葛貫盛重
- 新野景直
- 礼羽蓮乗
- 高井重茂
- 武田信光
- 武田信忠
- 八田知尚
- 波多野経朝
- 潮田実季
- 波多野朝定
- 山田宗高
- 千葉成胤
- 源頼茂
- 佐々木義清
- 結城朝光
- 由利維久
- 小物資政
- 難波定長
- 弁覚
- 長尾景茂
- 長尾胤景
- 小代行平
- 伊具盛重
- 大江義範
- 伊賀朝光

### 和田軍
- 和田義盛
- 和田常盛
- 和田朝盛
- 朝比奈義秀
- 和田義直
- 和田義重
- 和田義信
- 和田秀盛
- 土屋義清
- 古郡保忠
- 渋谷高重
- 中山重政
- 中山行重
- 土肥維平
- 岡崎実忠
- 梶原朝景
- 大庭景兼
- 深沢景家
- 大方政直
- 塩谷惟守
- 横山時兼
- 波多野盛通
- 横山知宗
- 横山時安
- 土方遠政
- 屋那井重元
- 粟飯原貞西
- 岡信宗
- 平山季春

## 伝承
- 横浜市港南区野庭町に存在したと伝わる野庭関城は和田義盛が築城したとの伝承があり、和田合戦の際には、義盛に与同する者たちが立て籠ったと伝わる[12][13][14]。
- 講談『鎌倉星月夜』は、源実朝に仕える女中松島を巡る北条朝時と朝比奈義秀の対立が北条・和田の全面対決に発展したとする話である。

## 画像集

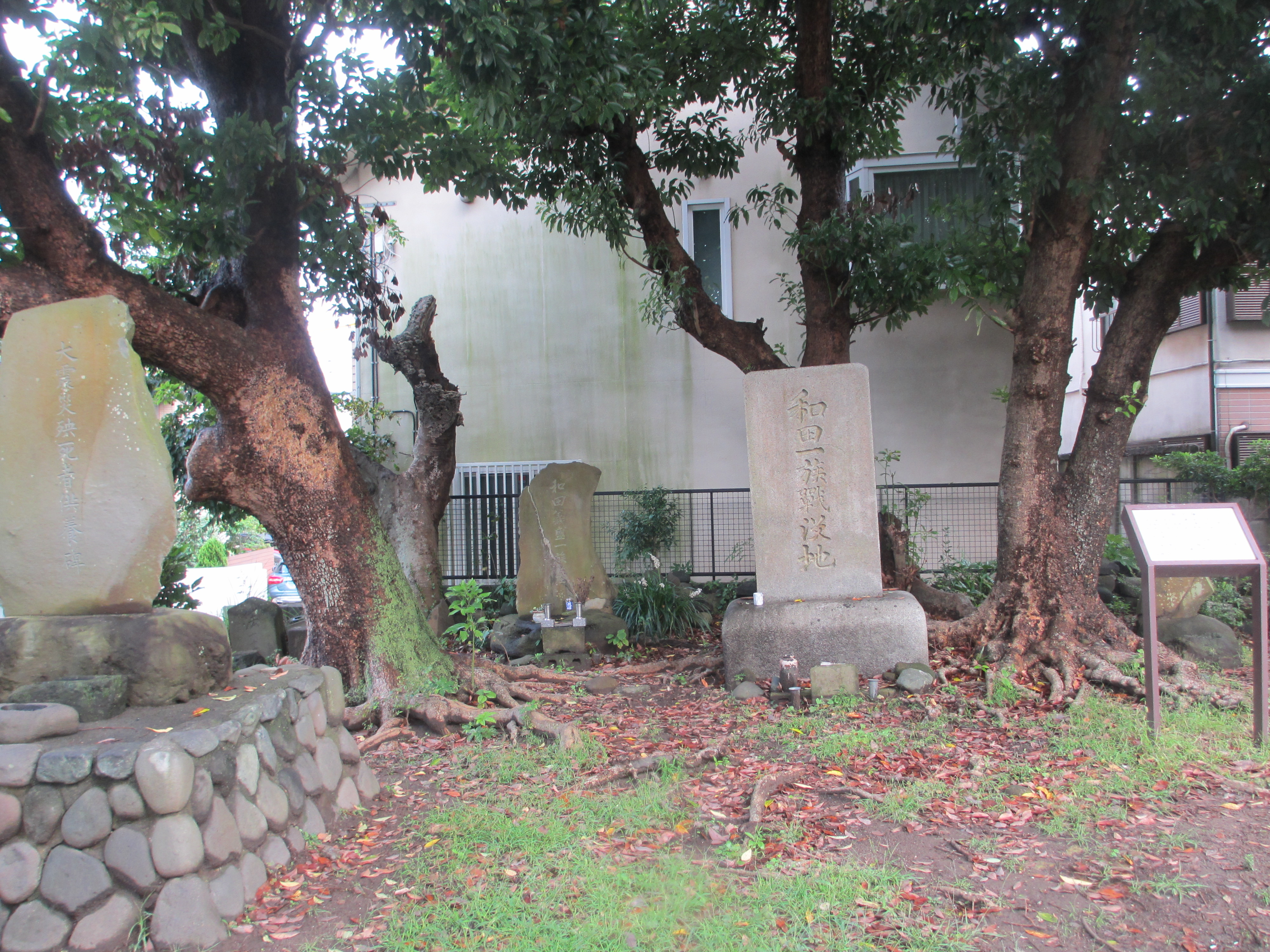
和田塚全体像（神奈川県鎌倉市・江ノ島電鉄和田塚駅側）
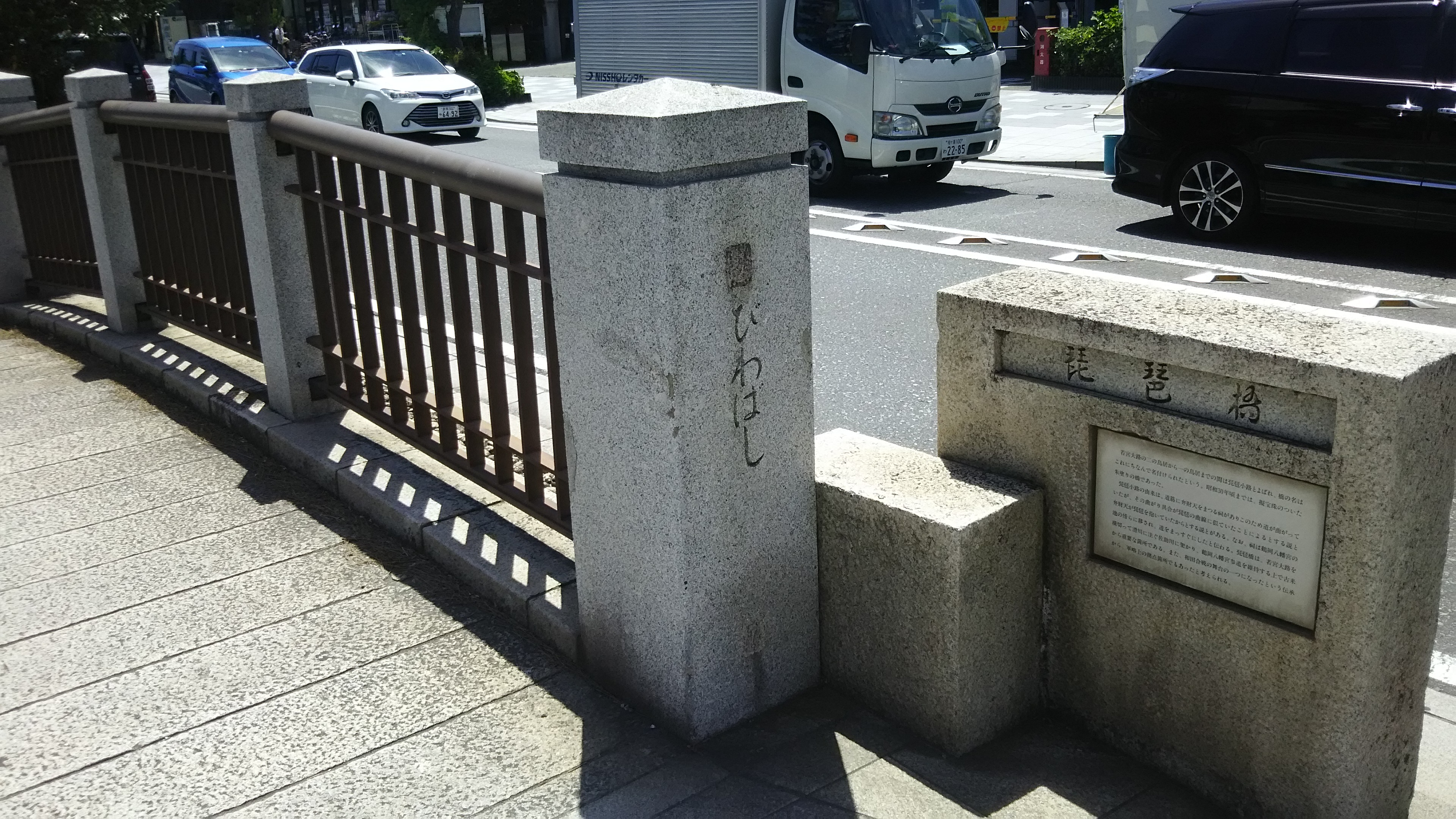
琵琶橋、和田合戦の舞台の一つ

### 史料
- 吾妻鏡

### 書籍・論文
- 石井進 『日本の歴史（7） 鎌倉幕府』 中公文庫、1974年、ISBN 412200070X
- 平井聖ほか 1980「野庭関城」『日本城郭大系第6巻 千葉・神奈川』p.313 新人物往来社（児玉幸多・坪井清足監修）
- 港南の歴史研究会 1986「4・野庭の関城跡」『こうなん道ばたの風土記』p.70 港南の歴史研究会
- 桑田忠親 『新編日本合戦全集 鎌倉南北朝編』 秋田書店、1990年、ISBN 4253003788
- 笹間良彦『鎌倉合戦物語』雄山閣出版、2001年、ISBN 4639017146